# 극값

함수f(x) = cos(3πx)/x, 0.1≤x≤1.1에서의 극값. 일부 극값은 최대/최솟값이기도 하다.

해석학에서, 함수의 극대점(極大點, 영어: local maximum point)은 주위의 모든 점의 함숫값 이상의 함숫값을 갖는 점이다. 극댓값(極大값, 영어: local maximum (value))은 극대점이 갖는 함숫값이다. 마찬가지로, 함수의 극소점(極小點, 영어: local minimum point)은 주위의 모든 점의 함숫값 이하의 함숫값을 갖는 점이며, 극솟값(極小값, 영어: local minimum (value))은 극소점이 갖는 함숫값이다. 극대점과 극소점을 통틀어 극점(極點, 영어: local extremum point)이라고 하며, 극댓값과 극솟값을 통틀어 극값(영어: local extremum (value))이라고 한다. 기하학적으로, 함수의 그래프는 극대점에서 위로 우뚝 솟아있으며, 극소점에서 아래로 움푹 꺼져있다.
함수의 최대점(最大點, 영어: global maximum point)과 최소점(最小點, 영어: global minimum point)은 각각 정의역의 모든 점의 함숫값 이상의 함숫값을 갖는 점이다. 최댓값(最大값, 영어: global maximum (value))과 최솟값(最小값, 영어: global minimum (value))은 각각 최대점과 최소점이 갖는 함숫값이다. 최댓값과 최솟값은 극댓값과 극솟값보다 더 강한 개념이다.
극댓값·극솟값·최댓값·최솟값은 최적화 문제 등에서 응용된다.

## 정의
다음이 주어졌다고 하자.
- 위상 공간 {\displaystyle X}
- 함수 {\displaystyle f\colon X\to \mathbb {R} }

함수 의 그래프. 최소점은, 최대점은, 극소점은,, 극대점은,,,.

그렇다면, 다음 조건을 만족시키는, {\displaystyle x\in X}의 근방 {\displaystyle x\in U\subseteq X}가 존재한다면, {\displaystyle x}를 {\displaystyle f}의 극대점이라고 하며, {\displaystyle f(x)}를 {\displaystyle f}의 극댓값이라고 한다.
- 임의의 {\displaystyle y\in U}에 대하여, {\displaystyle f(y)\leq f(x)}

마찬가지로, 다음 조건을 만족시키는, {\displaystyle x\in X}의 근방 {\displaystyle x\in U\subseteq X}가 존재한다면, {\displaystyle x}를 {\displaystyle f}의 극소점이라고 하며, {\displaystyle f(x)}를 {\displaystyle f}의 극솟값이라고 한다.
- 임의의 {\displaystyle y\in U}에 대하여, {\displaystyle f(y)\geq f(x)}

또한, {\displaystyle x\in X}가 다음 조건을 만족시키면, {\displaystyle x}를 {\displaystyle f}의 최대점이라고 하며, {\displaystyle f(x)}를 {\displaystyle f}의 최댓값이라고 한다.
- 임의의 {\displaystyle y\in X}에 대하여, {\displaystyle f(y)\leq f(x)}

마찬가지로, {\displaystyle x\in X}가 다음 조건을 만족시키면, {\displaystyle x}를 {\displaystyle f}의 최소점이라고 하며, {\displaystyle f(x)}를 {\displaystyle f}의 최솟값이라고 한다.
- 임의의 {\displaystyle y\in X}에 대하여, {\displaystyle f(y)\geq f(x)}

또한, 위의 극댓값/극솟값/최댓값/최솟값의 정의에서 {\displaystyle y\neq x}인 경우에 한하여 부등호 {\displaystyle \leq }와 {\displaystyle \geq }를 {\displaystyle <}와 {\displaystyle >}로 대신하면, 엄격한 극댓값/극솟값/최댓값/최솟값(嚴格한..., 영어: strict ...)의 정의를 얻는다.
유계인 닫힌 구간에서 함수가 연속이면 최대 최소 정리로 최대점,최소점은 항상 유일하게 존재한다.
극소점, 극대점은 존재하지 않을 수 있으며 극대점, 극소점이 최대점, 최소점과 다를 수 있다.

## 일계 도함수 판정법
공역에 부분순서가 존재하는 모든 함수가 극대, 극소를 판정할 수 있지만 여기서는 편의상 공역이 실수집합 {\displaystyle \mathbb {R} }인 함수 {\displaystyle f:U\subset \mathbb {R} ^{n}\to \mathbb {R} }를 생각하자.(여기서 {\displaystyle U}는 열린집합이다.) 만약 이 함수가 미분가능하고 {\displaystyle \mathbf {x} _{0}}에서 극값을 가진다면 {\displaystyle \mathbf {D} f\left(\mathbf {x} _{0}\right)=\mathbf {0} }이다. 즉, {\displaystyle \mathbf {x} _{0}}는 함수 {\displaystyle f}의 임계점이다. 이렇게 임계점을 통해 극값을 찾는 방법을 일계 도함수 판정법이라고 한다. 이때 미분 계수가 0이기 위해서는 {\displaystyle 1}부터 {\displaystyle n}까지의 모든 {\displaystyle i}에 대해 {\displaystyle {\frac {\partial f}{\partial x_{i}}}=0}임을 알 수 있다. 다만, 극값을 가지기 위해서는 임계점이어야 하지만 임계점이라고 모두 극값을 가지는 것은 아니다. 예를 들어, 위 그래프의 점 I나 점 K의 경우 임계점이긴 하지만 극솟값이나 극댓값은 아니다.

### 증명
n=1일 때
극댓값의 정의에 의하여 {\displaystyle x\in I\Rightarrow f\left(x\right)\leq f\left(x_{0}\right)}를 만족하는 {\displaystyle x_{0}}를 포함하는 어떤 개구간 {\displaystyle I}가 존재한다. 개구간은 열린 집합이므로 {\displaystyle \left(x_{0}-\delta _{1},x_{0}+\delta _{1}\right)\in I}를 만족하는 어떤 양의 실수 {\displaystyle \delta _{1}}이 존재한다. {\displaystyle f'\left(x_{0}\right)}가 존재하므로 이를 {\displaystyle K}라하자. 그렇다면 {\displaystyle \lim _{h\to 0}{\frac {f\left(x_{0}+h\right)-f\left(x_{0}\right)}{h}}=\lim _{h\to 0^{+}}{\frac {f\left(x_{0}+h\right)-f\left(x_{0}\right)}{h}}=\lim _{h\to 0^{-}}{\frac {f\left(x_{0}+h\right)-f\left(x_{0}\right)}{h}}=K}이다. {\displaystyle 0<h<\delta _{1}}일 때 {\displaystyle {\frac {f\left(x_{0}+h\right)-f\left(x_{0}\right)}{h}}<0}이므로 {\displaystyle \lim _{h\to 0^{+}}{\frac {f\left(x_{0}+h\right)-f\left(x_{0}\right)}{h}}=K\leq 0}이다.(극한의 성질 중 함수와 극한의 대소 문단 참고) 마찬가지로 {\displaystyle -\delta _{1}<h<0}일 때 {\displaystyle {\frac {f\left(x_{0}+h\right)-f\left(x_{0}\right)}{h}}>0}이므로 {\displaystyle \lim _{h\to 0^{-}}{\frac {f\left(x_{0}+h\right)-f\left(x_{0}\right)}{h}}=K\geq 0}이다. {\displaystyle K\geq 0}인 동시에{\displaystyle K\leq 0}이므로 {\displaystyle K=0}이다. 극솟값의 경우도 마찬가지이다. 즉, 함수 {\displaystyle f}가 미분가능하고 {\displaystyle x_{0}}에서 극값을 가진다면 {\displaystyle f'\left(x_{0}\right)=0}이다.
모든 n에 대해
임의의 벡터 {\displaystyle \mathbf {h} \in \mathbb {R} ^{n}}에 대해 함수 {\displaystyle g:U'\subset \mathbb {R} \to \mathbb {R} }을 {\displaystyle g\left(t\right)=f\left(\mathbf {x} _{0}+t\mathbf {h} \right)}로 정의하자. 그렇다면 {\displaystyle g}는 {\displaystyle t=0}에서 극값을 가져야 한다. 위에서 증명했듯이 {\displaystyle g'(0)=0}이므로 연쇄법칙에 의하여 {\displaystyle \mathbf {D} f\left(\mathbf {x} _{0}\right)\mathbf {h} =0}이다. 임의의 {\displaystyle \mathbf {h} }에 대해 {\displaystyle 0}이므로 {\displaystyle \mathbf {D} f\left(\mathbf {x} _{0}\right)=0}이다.

## 이계 도함수 판정법
함수 {\displaystyle f:U\subset \mathbb {R} ^{n}\to \mathbb {R} }이 {\displaystyle C^{3}} 함수이고 {\displaystyle \mathbf {x} _{0}\in U}가 함수 {\displaystyle f}의 임계점일 때, {\displaystyle \mathbf {h} ^{T}H\left(f\right)\left(\mathbf {x} _{0}\right)\mathbf {h} }가 양의 정부호이면, 즉 모든 {\displaystyle \mathbf {h} \in \mathbb {R} ^{n}}에 대하여 0 이상이고 {\displaystyle \mathbf {h} =\mathbf {0} }일때만 0이라면 {\displaystyle \mathbf {x} _{0}}에서 극소이다. 반대로 {\displaystyle \mathbf {h} ^{T}H\left(f\right)\left(\mathbf {x} _{0}\right)\mathbf {h} }가 음의 정부호이면, 즉 모든 {\displaystyle \mathbf {h} \in \mathbb {R} ^{n}}에 대하여 0 이하이고 {\displaystyle \mathbf {h} =\mathbf {0} }일때만 0이라면 {\displaystyle \mathbf {x} _{0}}에서 극대이다. 이를 이용하여 극대, 극소를 판별하는 방법을 이계 도함수 판정법이라고 한다.
여기서 {\displaystyle n=1}이라는 조금 특별하고 조금 더 익숙한 경우를 생각해보자. {\displaystyle n=1}이라면 {\displaystyle \mathbf {h} ^{T}H\left(f\right)\left(\mathbf {x} _{0}\right)\mathbf {h} ={\frac {1}{2}}f''\left(x_{0}\right)h^{2}}이므로 {\displaystyle f''\left(x_{0}\right)>0}일때만 양의 정부호이고 {\displaystyle f''\left(x_{0}\right)<0}일때만 음의 정부호이다. 즉, 일변수 함수의 이차 도함수 판정법은 단순히 {\displaystyle f''\left(x_{0}\right)}의 부호를 알아보는 것이다.

### 증명
보조정리: 어떤 {\displaystyle n\times n} 실수행렬 {\displaystyle B=\left[b_{ij}\right]}가 있을 때 이차 함수 {\displaystyle H:\mathbb {R} ^{n}\to \mathbb {R} ,\left(h_{1},\dots h_{n}\right)\mapsto {\frac {1}{2}}\sum _{i,j=1}^{n}b_{ij}h_{i}h_{j}}를 정의하자. 만약 {\displaystyle H}가 양의 정부호라면 모든 {\displaystyle \mathbf {h} \in \mathbb {R} ^{n}}가 {\displaystyle H\left(\mathbf {h} \right)\geq M\left\Vert \mathbf {h} \right\|^{2}}을 만족하는 양의 실수 {\displaystyle M}이 존재한다.
(증명) {\displaystyle \left\Vert \mathbf {x} \right\|=1}인 {\displaystyle \mathbf {x} }에 대해 {\displaystyle H\left(\mathbf {x} \right)}는 연속이므로 최대 최소 정리에 의하여 최솟값 {\displaystyle M}을 가진다. 이때 {\displaystyle H}가 양의 정부호이므로 {\displaystyle M>0}이다.
 {\displaystyle H}는 이차함수이므로 {\displaystyle \mathbf {0} }이 아닌 모든 {\displaystyle \mathbf {h} }에 대해 {\displaystyle H\left(\mathbf {h} \right)=H\left({\frac {\mathbf {h} }{\left\Vert \mathbf {h} \right\|}}\left\Vert \mathbf {h} \right\|\right)=H\left({\frac {\mathbf {h} }{\left\Vert \mathbf {h} \right\|}}\right)\left\Vert \mathbf {h} \right\|^{2}\geq M\left\Vert \mathbf {h} \right\|^{2}}가 성립한다. {\displaystyle \mathbf {h} =\mathbf {0} }일때는 자명하다.
{\displaystyle \mathbf {D} f\left(\mathbf {x} _{0}\right)=\mathbf {0} }이므로 테일러 정리에 의하여 {\displaystyle f\left(\mathbf {x} _{0}+\mathbf {h} \right)-f\left(\mathbf {x} _{0}\right)=\mathbf {h} ^{T}H\left(f\right)\left(\mathbf {x} _{0}\right)\mathbf {h} +R_{2}\left(\mathbf {x} _{0},\mathbf {h} \right)}이다. 여기서 {\displaystyle \lim _{\mathbf {h} \to \mathbf {0} }{\frac {R_{2}\left(\mathbf {x} _{0},\mathbf {h} \right)}{\left\Vert \mathbf {h} \right\|^{2}}}=0}이다. 만약 {\displaystyle \mathbf {h} ^{T}H\left(f\right)\left(\mathbf {x} _{0}\right)\mathbf {h} }가 양의 정부호라면 보조 정리에 의하여 {\displaystyle \mathbf {h} ^{T}H\left(f\right)\left(\mathbf {x} _{0}\right)\mathbf {h} \geq M\left\Vert \mathbf {h} \right\|^{2}}를 만족하는 양의 실수 {\displaystyle M}이 존재하며 극한의 정의에 의하여 {\displaystyle 0<\left\Vert \mathbf {h} \right\|<\delta \Rightarrow \|R_{2}\left(\mathbf {x} _{0},\mathbf {h} \right)\|<M\left\Vert \mathbf {h} \right\|^{2}}을 만족하는 양의 실수 {\displaystyle \delta }가 존재한다. 따라서 {\displaystyle 0<\left\Vert \mathbf {h} \right\|<\delta }일 때 {\displaystyle f\left(\mathbf {x} _{0}+\mathbf {h} \right)-f\left(\mathbf {x} _{0}\right)=\mathbf {h} ^{T}H\left(f\right)\left(\mathbf {x} _{0}\right)\mathbf {h} +R_{2}\left(\mathbf {x} _{0},\mathbf {h} \right)>0}, 즉 {\displaystyle f\left(\mathbf {x} _{0}+\mathbf {h} \right)>f\left(\mathbf {x} _{0}\right)}이다. 그러므로 {\displaystyle \mathbf {x} _{0}}에서 극소이다. 비슷한 방식으로 {\displaystyle \mathbf {h} ^{T}H\left(f\right)\left(\mathbf {x} _{0}\right)\mathbf {h} }가 음의 정부호이면 {\displaystyle \mathbf {x} _{0}}에서 극대이다.

### 헤세 행렬식과의 관계

그림과 같은 대각선상에 위치한 부분행렬들의 행렬식들이 이차 도함수 판정법에 이용된다.

헤세 행렬에서 그림과 같이 대각선상에 위치한 부분행렬들의 행렬식들이 모두 양일 경우 {\displaystyle \mathbf {h} ^{T}H\left(f\right)\left(\mathbf {x} _{0}\right)\mathbf {h} }가 양의 정부호이고 음과 양이 번갈아서 나올 경우 음의 정부호이다. 즉, 이차 도함수 판정법에 따라서 부분 행렬들의 행렬식들이 모두 양일 경우 {\displaystyle \mathbf {x} _{0}}에서 극소이고 부분행렬들의 행렬식이 음과 양이 반복될 경우 {\displaystyle \mathbf {x} _{0}}에서 극대이다. 만약 두 경우 모두 아니라면 임계점 {\displaystyle \mathbf {x} _{0}}는 안장점으로 극대이지도 극소이지도 않다.
예를 들어, 이변수 함수 {\displaystyle f\left(x,y\right):U\subset \mathbb {R} ^{2}\to \mathbb {R} }이고 {\displaystyle C^{3}}함수일 경우 만약 {\displaystyle \left(x_{0},y_{0}\right)}에서 극소라면 다음과 같은 조건들을 만족시킨다.
1. {\displaystyle {\frac {\partial f}{\partial x}}\left(x_{0},y_{0}\right)={\frac {\partial f}{\partial y}}\left(x_{0},y_{0}\right)=0}
2. {\displaystyle {\frac {\partial ^{2}f}{\partial x^{2}}}\left(x_{0},y_{0}\right)>0}
3. {\displaystyle \left(x_{0},y_{0}\right)}에서 {\displaystyle D=\left({\frac {\partial ^{2}f}{\partial x^{2}}}\right)\left({\frac {\partial ^{2}f}{\partial y^{2}}}\right)-\left({\frac {\partial ^{2}f}{\partial x\partial y}}\right)^{2}>0} 이때 {\displaystyle D}는 {\displaystyle f}의 헤세 행렬의 행렬식이다.

마찬가지로 {\displaystyle \left(x_{0},y_{0}\right)}에서 극대라면 다음과 같은 조건들을 만족시킨다.
1. {\displaystyle {\frac {\partial f}{\partial x}}\left(x_{0},y_{0}\right)={\frac {\partial f}{\partial y}}\left(x_{0},y_{0}\right)=0}
2. {\displaystyle {\frac {\partial ^{2}f}{\partial x^{2}}}\left(x_{0},y_{0}\right)<0}
3. {\displaystyle \left(x_{0},y_{0}\right)}에서 {\displaystyle D>0}

그리고 {\displaystyle \left(x_{0},y_{0}\right)}가 이 조건들을 만족시키지 않는 임계점이라면, 즉, {\displaystyle \left(x_{0},y_{0}\right)}에서 {\displaystyle D<0}라면 {\displaystyle \left(x_{0},y_{0}\right)}는 안장점이다.
만약 {\displaystyle D=0}이라면 이차 도함수 판정법만으로는 극대와 극소를 판별할 수 없는데, 이때 {\displaystyle D=0}인 임계점을 퇴화 극점 또는 변질 극점이라고 말한다. 반대로 이차 도함수 판정법으로 극대, 극소, 안장점인지의 여부를 판별할 수 있는 {\displaystyle D\neq 0}인 임계점을 정상적인 임계점 또는 비퇴화 임계점이라고 한다.

## 같이 보기
- 최대 최소 정리
- 라그랑주 승수법

## 참고 문헌
- James Stewart (2009). 《Calculus(Metric International Version, 6th Edition)》. Brooks/Cole, Cengage Learning. ISBN 0-495-38362-7.
- Jerrold E. Marsden, Anthony J. Tromba (2003). 《Vector Calculus(Fifth Edition)》. W. H. Freeman and Company. ISBN 0-7167-4992-0.